# Parmenac
Parmenac (en serbe cyrillique : Парменац) est un village de Serbie situé sur le territoire de la Ville de Čačak, district de Moravica. Au recensement de 2011, il comptait 727 habitants.
Parmenac est situé sur la route européenne E761.

## Démographie

### Évolution historique de la population
| 1948 | 1953 | 1961 | 1971 | 1981 | 1991 | 2002 | 2011 |
| ---- | ---- | ---- | ---- | ---- | ---- | ---- | ---- |
| 131  | 137  | 175  | 204  | 239  | 223  | 240  | 727  |

|  |